# Compilation (album de Caustic Window)
Pour les articles homonymes, voir Compilation.
Albums de Richard D. James
Come to Daddy (EP)
(octobre 1997) Windowlicker (single)
(mars 1999)
Compilation est un album de Caustic Window, un pseudonyme de Richard D. James alias Aphex Twin. Sorti le 1er juin 1998 au Royaume-Uni en CD et vinyle sous le label Rephlex Records. Cet album contient la plupart des morceaux parus entre 1992 et 1993 sur les EP Joyrex J4, Joyrex J5, Joyrex J9i et Joyrex J9ii.
Rephlex a réédité cet album en vinyle en 2002 et 2007. Les morceaux ne sont pas titrés sur les EP originaux.
Avec ses références à la techno industrielle et au gabber, c'est une œuvre plus expérimentale et sombre de James, à l'image des titres "Joyrex J4", "Astroblaster" et "The Garden of Linmiri". "Clayhill Dub" détonne : c'est un morceau de dub techno qui rappelle la musique de Basic Channel.
AllMusic souligne le « sens de la mélodie » et « une ambiance proche du trip-hop sur certains morceaux plus lents de l’album » mais regrette un résultat « un peu inégal, de par sa nature de compilation ».

## Liste des morceaux
| 1. | Joyrex J4      | 4:30 |
| 2. | AFX 114        | 1:21 |
| 3. | Cordialatron   | 4:44 |
| 4. | Italic Eyeball | 4:25 |
| 5. | Pigeon Street  | 0:23 |

| 6. | Astroblaster       | 5:29 |
| 7. | On The Romance Tip | 5:06 |
| 8. | Joyrex J5          | 6:54 |

| 9.  | Fantasia                                   | 6:02 |
| 10. | Humanoid Must Not Escape                   | 5:42 |
| 11. | Clayhill Dub                               | 3:24 |
| 12. | The Garden Of Linmiri                      | 6:10 |
| 13. | We Are The Music Makers (Hardcore Version) | 3:59 |

## Publicité
Le morceau "The Garden of Linmiri" est utilisé dans une publicité de 1996 pour le fabricant de pneus Pirelli, dans laquelle apparaît Carl Lewis courant sur l'eau et la statue de la Liberté.